# Руновское
Руновское — деревня в Тутаевском районе Ярославской области России. В рамках организации местного самоуправления входит в Левобережное сельское поселение, в рамках административно-территориального устройства — относится к Великосельскому сельскому округу.

## География
Расположено в 33 километрах к северу от райцентра города Тутаев.

## История
Церковь в селе Руново была построена в 1800 году, престолов было три: Воскресения Христова, Святителя и Чудотворца Николая и Святого Великомученика Дмитрия Селунского. 
В конце XIX — начале XX века село входило в состав Ново-Богородской волости (позднее — Шаготской волости) Романово-Борисоглебского уезда Ярославской губернии.
С 1929 года деревня входила в состав Великосельского сельсовета Тутаевского района, с 2005 года — в составе Левобережного сельского поселения.

## Население
| 1859 | 1914 | 2002 | 2007 | 2010 |
| ---- | ---- | ---- | ---- | ---- |
| 212  | ↗235 | ↘21  | ↘8   | ↗12  |